# Иванисто
И́ванисто (карел. Iivanistu) — деревня в составе Эссойльского сельского поселения Пряжинского национального района Республики Карелия.

## Общие сведения
Расположена на западном берегу озера Кунгозеро.

## Население
| 2002 | 2010 | 2013 |
| ---- | ---- | ---- |
| 12   | ↘9   | ↘8   |